# Ягунинская волость
Ягунинская волость — волость в составе Звенигородского уезда Московской губернии. Существовала до 1929 года. Центром волости до 1919 года было село Ягунино, в 1919—1924 и 1925—1929 годах — село Каринское, в 1924—1925 годах — деревня Анашкино.
По данным 1919 года в Ягунинской волости было 23 сельсовета: Анашкинский, Андреевский, Андрианковский, Горбуновский, Дьяконовский, Дютьковский, Иваньевский, Игловский, Кариский, Локотенский, Луцинский, Ново-Александровский, Покровский, Рыбушкинский, Савинский, Сергиевский, Спасско-Слободский, Улитинский, Устьенский, Хаустовский, Шараповский, Шиховский и Ягунинский.
15 апреля 1921 года селения Дютьково, Ново-Александровское, Саввинская слобода и Шихово были переданы в Ивано-Шныревскую волость.
В 1921 году Анашкинский, Горбуновский, Дютьковский, Иваньевский, Ново-Александровский, Спасско-Слободский и Шараповский с/с были упразднены.
19 декабря 1922 года из упразднённой Шараповской волости в Ягунинскую были переданы селения Аниково, Боровики, Брыково, Волково, Хохлы и Чигирево.
В 1922 году были упразднены Саввинский, Улитинский и Шиховский с/с.
В 1923 году были упразднены Луцинский, Покровский, Сергиевский и Усьенский с/с.
В 1927 году были образованы Горбуновский, Дядиньковский, Покровский, Сергиевский, Улитинский и Устьенский с/с.
В 1928 году были упразднены Горбуновский и Дядиньковский с/с.
В 1929 году Ягунинская волость включала 13 с/с: Андреевский, Андрианковский, Дьяконовский, Игловский, Кариский, Локотенский, Покровский, Рыбушкинский, Сергиевский, Улитинский, Устьенский, Хаустовский и Ягунинский.
В ходе реформы административно-территориального деления СССР в 1929 году Ягунинская волость была упразднена.